# Salkin
Salkin oder auch Salqin, arabisch سلقين, DMG Salqīn; ist eine Kleinstadt im Gouvernement Idlib im Nordwesten von Syrien.
Der Ort liegt auf der Ostseite des Orontes-Tales am Anstieg der nord-südlich verlaufenden Hügelkette des Dschebel Dueili (Duwayli), die den westlichen Rand des nordsyrischen Kalksteinmassivs bildet. Von Dschisr asch-Schugur  verläuft eine Nebenstraße über Darkush knapp 50 Kilometer in der Talebene nach Norden bis nach Salkin. Das Gebiet wird überwiegend von Kurden bewohnt. Die Straße führt weiter nordwärts in eine der abgelegensten Gegenden der Kulturregion von Kurd Dagh: Es sind etwa 6 Kilometer bis zum deutlich kleineren Ort Harim, von wo sich die Straße auf den Dschebel il-Ala hinaufwindet und nach etwa 20 Kilometer von Salkin den drusischen Ort Qalb Loze auf der verkarsteten Höhe von über 700 Meter erreicht.
Salkin liegt auf etwa 380 Meter Höhe und profitiert noch von der guten Verkehrsanbindung an den Marktort Dschisr asch-Schugur und von der Landwirtschaft, die in der fruchtbaren Talebene möglich ist. Hier gedeihen Granatäpfel, Feigen und Oliven.
Für 2009 wurden 36.938 Einwohner berechnet. Salkin hat eine geschäftige Altstadt mit verkehrsreichen, gewundenen Straßen um die alte Freitagsmoschee und einen überdachten Souq. An den Rändern, besonders Richtung Norden, wächst der Ort rasch durch mehrgeschossige, schnell gebaute Wohnblocks.
Seit Mitte 2014 wird Salkin von der Al-Nusra-Front und den Ahrar al-Scham kontrolliert.